# 村上清 (年金評論家)
村上清（むらかみ きよし、1926年2月10日 - 2008年12月14日）は、日本の年金評論家。

## 略歴・人物
愛媛県出身。1954年東京大学経済学部卒、日本団体生命保険入社、1974年同取締役、1971年東大経済学部講師を務めた。年金に関する多くの著訳書がある。
1960年代中頃から年金評論家としてメディアで活動を始める。年金危機を早くから予見していた人物である。政府からは修正積立方式に基づく財政運営と説明されていた公的年金に対して、実際は賦課方式で運営されていることを初めて指摘した。また1973年に厚生年金の水準給付（モデル年金）が賃金の60％に設定されたことに対して、将来の過大負担による財政崩壊を防ぐために給付水準に上限を設定することを主張した。厚生年金基金が年金給付の一部を国に代行して支払う制度についても、早晩の行き詰まりを予測していた。
2008年12月14日、呼吸不全のため死去。82歳没。

## 家族
- 祖父 - 村上紋四郎（元今治市長）
- 父 - 村上常太郎（元最高検察庁次長検事）
- 長兄 - 孝太郎（元参議院議員、大蔵事務次官）
- 次兄 - 信二郎（元衆議院議員）
- 甥 - 村上誠一郎（自由民主党衆議院議員）
- 姪 - 岡田多津子（衆議院議員岡田克也の妻）

## 著書
- 『企業年金と調整年金』ダイヤモンド社 1964
- 『企業年金と社会保障の課題』ダイヤモンド社 1965
- 『退職金と年金制度の将来』ダイヤモンド社 1969
- 『インフレと年金制度』ダイヤモンド社 1971
- 『日本の年金・外国の年金』社会保険広報社 1975
- 『退職金か年金か』社会保険広報社 1978
- 『年金革命 老後危機を生き抜く知恵』ダイヤモンド社 1978
- 『企業年金の知識』日本経済新聞社(日経文庫)　1979
- 『ビジネスマンのための企業年金入門』社会保険広報社 1980
- 『年金の知識』日本経済新聞社(日経文庫)　1983
- 『新・企業年金入門』社会保険広報社 1984
- 『年金制度はどうなるか』東洋経済新報社 1989
- 『年金改革 21世紀への課題』東洋経済新報社 1993
- 『絶対に損しない年金のもらい方』経営書院 1994
- 『年金制度の危機』東洋経済新報社 1997
- 『年金制度の選択 官僚のシナリオか国民の意志か』東洋経済新報社 1998
- 『これからの老後設計 公的年金、退職給付、個人貯蓄の役割』全国勤労者福祉振興協会 福振協資料　1998

### 共編著
- 『企業年金制度の設計と運営』水野進八共著 ダイヤモンド社 1962
- 『わかりやすい年金数理と財政のしくみ』山崎親郎共著 近代セールス社 1965
- 『退職金合理化と年金制度の設計』山崎親郎, 五島浅男共著 ダイヤモンド社 1967
- 『企業保険 知識と応用』楯郁夫, 平林吉久共著 近代セールス社 1968
- 『退職金・年金制度の設計と運営』山崎親郎, 五島浅男共著 ダイヤモンド社 1974
- 『女性のライフサイクルにあわせたあなたの年金プラン』高麗義久共著 日本生産性本部 1981
- 『個人年金 どう選ぶあなたのシルバー計画』編 財経詳報社 1981
- 『高齢化社会と年金』山崎泰彦共編 中央法規出版 (高齢化社会シリーズ)　1981
- 『これからの退職金・年金制度』五島浅男共著 日本生産性本部労働部(生産性労働双書)　1982
- 『新年金制度Q&A』山崎泰彦共著 日本生産性本部 1985
- 『高齢化時代の退職金・年金制度 環境変化にむけての改編策』五島浅男共著 日本生産性本部労働部生産性労働資料センター 1985
- 『企業年金の新設計 新年金時代に対処する』五島浅男共著 日本生産性本部 1986
- 『新時代の退職金・年金制度 21世紀へ向けての改編策』五島浅男共著 日本生産性本部生産性労働情報センター 1992
- 『新時代の退職金・年金制度 改正年金法への対応』五島浅男共著 社会経済生産性本部生産性労働情報センター 1995
- 『新時代の退職金・年金制度 環境変化と制度再構築』五島淺男共著 社会経済生産性本部生産性労働情報センター 1995

### 翻訳
- ディヴィス W.グレッグ『団体生命保険』堀之内寛保共訳 保険研究所 1967
- ダン・M.マギル『企業年金』監訳 保険研究所 1968